# XEUS
XEUS (X-ray Evolving Universe Spectroscopy o en català Espectroscopia en raigs X de l'evolució de l'Univers) va ser una proposta d'observatori espacial de l'Agència Espacial Europea com a successor del satèl·lit telescopi de raigs X XMM-Newton. Es va unir al International X-ray Observatory en el 2008, però a mesura que el projecte es va trobar amb problemes en el 2010, el component de l'ESA es va bifurcar en l'Advanced Telescope for High Energy Astrophysics (ATHENA).
El XEUS consistia en una nau espacial que transportaria un gran telescopi de raigs X, amb una superfície de mirall de 5 m² i una resolució d'imatge millor que 5″ per a la radiació de raigs X amb una energia d'1 keV. Una nau espacial sensora volaria en formació amb el telescopi a una distància d'aproximadament 35 m, en el focus del telescopi. S'hagués inclòs els sensors d'imatge de raigs X en camp ampli amb una resolució energètica de 150 eV a 6 keV, com també un sensor d'imatge de camp estret criogènic amb una resolució energètica de 2 eV a 1 keV.
El XEUS hauria estat capaç de mesurar l'espectre de raigs X i, per tant, la composició, temperatura i les velocitats de la matèria calentes de l'univers primerenc. S'hagués abordat diverses qüestions com l'origen i la naturalesa dels forats negres, la seva relació amb la formació d'estrelles, l'evolució dels barions i la formació dels elements pesants a l'Univers.
La tecnologia requerida per al seguiment del projecte XEUS, el International X-ray Observatory és actualment en desenvolupament. XEUS va ser un dels candidats pel programa Cosmic Vision de l'Agència Espacial Europea.